# 通文
通文（つうぶん）は、五代十国時代の十国のひとつ閩において、王継鵬の治世で用いられた元号。936年 - 938年。

## 西暦・干支との対照表
| 通文 | 元年  | 2年   | 3年   |
| 西暦 | 936年 | 937年 | 938年 |
| 干支 | 丙申  | 丁酉  | 戊戌  |

| 前の元号 永和 | 中国の元号 閩（五代十国時代） | 次の元号 永隆 |